# Montauban-de-Luchon
Montauban-de-Luchon település Franciaországban, Haute-Garonne megyében. Lakosainak száma 506 fő (2022. január 1.). Montauban-de-Luchon Juzet-de-Luchon, Bagnères-de-Luchon és Saint-Mamet községekkel határos.

## Népesség
A település népességének változása:
| Lakosok száma | 337  | 416  | 434  | 464  | 480  | 479  | 496  | 503  | 521  | 506  |
|               | 1968 | 1982 | 1990 | 2006 | 2013 | 2015 | 2017 | 2019 | 2020 | 2022 |